# Streisandeffekten
Streisandeffekten er det fænomen, at et forsøg på at skjule eller fjerne noget information, har den modsatte effekt og medvirker til at gøre informationen mere interessant og derved efterspurgt.
Det har navn efter den amerikanske skuespiller Barbra Streisands forsøg i 2003 på at forbyde fotografier af hendes hus i Malibu i Californien. Streisand lagde sag an mod fotografen Kenneth Adelman for krænkelse af privatlivet, med krav om 50 mio. USD. Fotografierne var en del af en serie på 12.000 billeder, der var taget af den californiske kystlinje for at dokumentere omfanget af kysterosionen. Før Streisand anlagde sagen var billedet blevet hentet seks gange fra Adelmans hjemmeside, hvoraf de to var af Streisands advokater. Efter at sagen var blevet anlagt, blev flere mennesker opmærksomme på billedet, og i den følgende måned blev hjemmesiden besøgt af mere end 420.000.

## Andre eksempler
- I april 2007 udløste et forsøg på ad rettens vej at fjerne en krypteringsnøgle fra Digg, en bølge af protester, hvilket førte til at nøglen blev spredt på store dele af internettet. I løbet af en måned, var nøglen blevet kopieret på 280.000 sider, trykt på t-shirts og havde være på Youtube som en del af en sang, der var blevet afspillet 45.000 gange.[6]
- I november 2007 blokerede Tunesien for adgang til YouTube og DailyMotion, efter der var blevet offentliggjort materiale om landets politiske fanger. Aktivister og deres støtter begyndte herefter at lave links mellem placeringen af daværende præsident Zine el-Abidine Ben Alis på Google Earth med videoer om menneskerettigheder generelt. Som The Economist pointerede førte dette herefter til, at en ellers lidt uinteressant sag om menneskerettigheder blev gjort til en trendy global kampagne.[7]
- I januar 2008 førte Scientologys forsøg på at få sider på internettet til at slette en video med Tom Cruise, der talte om Scientology, til skabelsen af Project Chanology, som er en Anonymous-protestbevægelse mod Scientology.[8][9][10]
- Den 5. december 2008 satte foreningen Internet Watch Foundation (IWF) Wikipediaartiklen om bandet Scorpions album Virgin Killer på deres overvågningsliste, da pladecoveret "kunne være et ulovligt og uanstændigt billede af et barn under 18 år".[8] Artiklen blev herefter hurtigt en af de mest populære sider[11] og offentligheden omkring censuren resulterede i at billedet blev spredt vidt og bredt på internettet.[12] Senere kom det frem på BBC News hjemmeside at IWF havde udtalt at: "IWFs overordnede mål er, at minimere adgangen til uanstændige billeder af børn på internettet, men at deres arbejde i den aktuelle sag havde haft den modsatte effekt".[13] Dette noterede IWF sig også, da de fjernede URL'en fra deres overvågningsliste.[14][15]
- I september 2009 fik det multinationale olieselskab Trafigura nedlagt et fogedforbud, således at den britiske avis The Guardian ikke kunne skrive om en intern Trafigura undersøgelse af Probo Koala skandalen. De kunne heller ikke skrive om, at Trafigura havde indledt undersøgelsen. Labourparlamentarikeren Paul Farrely benyttede sig af sin parlamentariske immunitet til at stille et spørgsmål i parlamentet vedrørende sagen, hvorefter The Guardian kunne rapportere at de ikke måtte skrive om spørgsmålet.[16][17] Bloggeren Richard Wilson fandt ud af at spørgsmålet vedrørte Trafiguras rolle i skandalen, hvorefter avisen The Spectator antydede det samme. Efter at Stephen Fry havde tweetet historien trak Trafigura i land.[18]
- I december 2010 blev hjemmesiden WikiLeaks udsat for DoS angreb og afvisning fra internetudbydere på grund af WikiLeaks' offentliggørelse af korrespondance fra amerikanske ambassader. Folk der sympatiserede med Wikileaks sørgede for at spejle hjemmeside, således at det ikke var muligt at fjerne korrespondancen.[19]
- I juni 2012 forbød distriktsrådet i Argyll and Bute en ni-årig grundskole elev at opdatere sin blog, NeverSeconds, med billeder af frokosten serveret i skolens kantine. Bloggen, der var populær i forvejen, begyndte at modtage en meget stor mængde besøgende efter at forbuddet havde udløst en multinational mediestorm. Indenfor få dage omgjorde rådet sin beslutning.[20]
- I marts og april 2013 forsøgte den franske efterretningstjeneste DRCI at tvinge den franske wikipedia til at slette en artikel om den militære radiostation i Pierre-sur-Haute. DRCI kontaktede Wikimedia Foundation, der nægtede at slette artiklen, da den kun indeholdt offentlig tilgængelig information og derfor levede op til Wikipedias politik om kildeundebyggelse. Efterfølgende pressede DRCI præsidenten for fransk wikimedia Rémi Mathis til at udnytte sine administratorrettigheder til at slette artiklen og brugte i den forbindelse trusler om retslige konsekvenser. Wikimedia Frankrig udsendte herefter en pressemeddelelse på fransk[21] og engelsk[22] om sagen. DRCI's opførsel udløste en international mediestorm som bl.a bevirkede at artiklen nu er oversat til flere sprog og er blevet læst langt oftere end emnet lægger op til.